# Guateque
Guateque é um município no departamento de Boyacá, na Colômbia.